# Силуянова, Ирина Васильевна
Ирина Васильевна Силуянова (род. 29 июля 1952 года, г. Москва) — советский и российский философ

, специалист в области биоэтики. Доктор философских наук, профессор. Почётный профессор Российского национального исследовательского медицинского университета имени Н. И. Пирогова. Одна из организаторов преподавания биоэтики в медицинских вузах России.

## Биография
Родилась 29 июля 1952 года в Москве.
В 1974 году с отличием окончила философский факультет Московского государственного университета имени М. В. Ломоносова по специальности «философ, преподаватель философии и обществоведения».
В 1979 году защитила диссертацию на соискание учёной степени кандидата философских наук по теме «Нигилизм в современной немецкой буржуазной философии (Ф. Ницше и М. Хайдеггер)» (специальность 09.00.03 — история философии).
В 1999 году в МГУ имени М. В. Ломоносова защитила диссертацию на соискание учёной степени доктора философских наук по теме «Философско-методологический анализ современных проблем биоэтики» (специальность 09.00.08 — философия науки и техники).
С 1998 по 2021 год руководила научной деятельностью Церковно-общественного совета по биомедицинской этике Русской православной церкви.
В 2000 году присвоено учёное звание профессора.
В 2000 году выбрана Учёным советом РНИМУ им. Н. И. Пирогова заведующей первой в России кафедрой биомедицинской этики.
С 2009 по 2015 годы — член Экспертной группы при Комитете по вопросам семьи, женщин и детей Государственной Думы РФ.
С 2012 по 2021 год — член Совета по этике Министерстве здравоохранения РФ.
Является членом Патриаршей комиссии по вопросам семьи, защиты материнства и детства и Исполнительного комитета Общества православных врачей России им. Св. Луки (Войно-Ясенецкого).
Входит в состав редакционной коллегии журналов «Биоэтика», «История медицины», «Медицинская этика».
Автор 250 статей в научных журналах и 11 монографий.

## Награды
- Почётная грамота МЗ и СР РФ;
- Орден РПЦ Св. Равноапостольной Великой княгини Ольги III степени
- Орден РПЦ Святой Преподобной Ефросинии Великой княгини Московской III степени.

## Научные труды
- Силуянова И. В. «Современная медицина и православие». Изд-во Моск.подворья Свято-Троицкой Сергиевой лавры. — М., 1998, 2001. — 204 с.
- Силуянова И. В. «Биоэтика в России: ценности и законы». — М., 1997. — 224 с.
- Силуянова И. В. «Этика врачевания». Изд-во Моск.подворья Свято-Троицкой Сергиевой лавры ; М. 2001. — 319 с.
- Силуянова И. В. «Искушение клонированием», Изд-во Моск.подворья Свято-Троицкой Сергиевой лавры (1998,2001); М., 2000. — 77 с.
- Силуянова И. В. «Человек и болезнь». Изд-во Моск. подворья Свято-Троицкой Сергиевой лавры ; М., 2001. — 208 с.
- Силуянова И. В. «Идолы и истины». Изд-во Моск.подворья Свято-Троицкой Сергиевой лавры , М., 2003. — 110 с.
- Силуянова И. В. «Антропология болезни». — М.: Изд-во Сретенского монастыря, 2007. — 304 с.
  - Антропология болезни. — 2-е изд., испр. — М. : Изд-во Сретенского монастыря, 2011. — 302, [1] с. : ил. ISBN 978-5-7533-0608-1
- Силуянова И. В. «Избранные. О призвании врача». — М., 2008. — 256 с.
- Силуянова И. В. Вызовы и Заветы: непростые ответы на сложные вопросы современной медицины. — М. : Патриаршее подворье храма-домового мц. Татианы при МГУ г. Москвы, 2015. — 216 с. (Свет Христов просвещает всех).; ISBN 978-5-901836-55-2 : 2000 экз.
- Силуянова И. В. Руководство по этико-правовым основам медицинской деятельности: учебное пособие для студентов медицинских и фармацевтических вузов. — М.: МЕДпресс-информ, 2008. — 224 с. ISBN 5-98322-448-4
- Силуянова И. В. Биоэтика в России: ценности и законы : Учебное пособие для медицинских и фармацевтических вузов. — М.: Грантъ, 2001. — 192 с. ISBN 5-89135-192-7
- Фонд оценочных средств (ФОС) по дисциплине «Биоэтика»: учебно-методическое пособие / [Силуянова И. В., Гребенщикова Е. Г., Мыльникова И. С. и др.; под общей редакцией Силуяновой И. В.; Федеральное государственное бюджетное образовательное учреждение высшего образования «Российский национальный исследовательский медицинский университет им. Н. И. Пирогова» Министерства здравоохранения Российской Федерации. — М.: Социум, 2017. — 113 с. ISBN 978-5-907017-00-9 : 300 экз.
- Словарь по биоэтике: учебное пособие / Министерство здравоохранения Российской Федерации, Федеральное государственное бюджетное образовательное учреждение высшего образования «Российский национальный исследовательский медицинский университет имени Н. И. Пирогова» (ФГБОУ ВО РНИМУ имени Н. И. Пирогова Минздрава России), Кафедра биоэтики; сост.: И. В. Силуянова и др. — М.: ФГБОУ ВО «РНИМУ им. Н. И. Пирогова», 2018. — 87 с. ISBN 978-5-604-12616-5 : 400 экз.
- Силуянова И. В., Ильенко Л. И., Силуянов К. А. Взаимоотношения «врач — пациент»: теория и практика: учебное пособие / Министерство здравоохранения Российской Федерации, Федеральное государственное автономное образовательное учреждение высшего образования «Российский национальный исследовательский медицинский университет им. Н. И. Пирогова». — М.: РНИМУ имени Н. И. Пирогова, 2020. — 175 с. ISBN 978-5-88458-496-9 : 250 экз.
- Силуянова И. В. Биомедицинская этика. Учебник. М.: Юрайт, 2018, 2021. — 350 с.